# Rhadinaea schistosa
Rhadinaea schistosa este o specie de șerpi din genul Rhadinaea, familia Colubridae, descrisă de Smith 1941. A fost clasificată de IUCN ca specie cu risc scăzut. Conform Catalogue of Life specia Rhadinaea schistosa nu are subspecii cunoscute.